# Version 2.0
Version 2.0 är det andra studioalbumet av den skotsk-amerikanska rockgruppen Garbage, utgivet i maj 1998.

## Låtlista
Alla låtar är skrivna och komponerade av Garbage. 
| Nr  | Titel                          | Längd |
| --- | ------------------------------ | ----- |
| 1.  | Temptation Waits               | 4:36  |
| 2.  | I Think I'm Paranoid           | 3:38  |
| 3.  | When I Grow Up                 | 3:23  |
| 4.  | Medication                     | 4:06  |
| 5.  | Special                        | 3:43  |
| 6.  | Hammering in My Head           | 4:52  |
| 7.  | Push It                        | 4:02  |
| 8.  | The Trick Is to Keep Breathing | 4:11  |
| 9.  | Dumb                           | 3:50  |
| 10. | Sleep Together                 | 4:03  |
| 11. | Wicked Ways                    | 3:43  |
| 12. | You Look So Fine               | 5:25  |

## Medverkande
Garbage
- Shirley Manson – sång
- Steve Marker – gitarr
- Duke Erikson – gitarr
- Butch Vig – trummor

Studiomusiker
- Jon J. Vriesacker – fiol ("Medication" och "The Trick Is to Keep Breathing")
- Michael Masley – cimbalom ("Medication" och "The Trick Is to Keep Breathing")